# Methanococcus
Methanococcus en un género de microorganismos hipertermófilos y metanógenos del dominio Archaea. El secuenciamiento de sus genes ha resultado en el descubrimiento de muchas nuevas cadenas semejantes a las encontradas en Eukarya. Methanococcus jannaschii, una especie notable descubierta en la base de una fuente hidrotermal en la dorsal del Pacífico Oriental, fue la primera archaea cuyo genoma fue completamente secuenciado.